# Zinoviy Kolobanov
Zinoviy Grigorievitch Kolobanov (en russe : Зиновий Григорьевич Колобанов ; 25 décembre 1910 - 12 août 1994) est un tankiste soviétique qui, avec son équipage, détruisit 22 chars allemands, deux canons et deux autochenilles avec son KV-1 lors de la bataille du 19 août 1941. Après le combat, plus d'une centaine de traces d'obus ont été recensées sur son char.

## Service
« Cela fait maintenant deux mois que la guerre a commencé. Après des combats incessants près de Pskov, Kingissepp et Louga, la division, résistant aux offensives allemandes, s'est approchée de Krasnogvardeïsk (nom ancien de Gatchina). Krasnogvardeysk était un point stratégique du réseau des chemins de fer et de routes à l'approche de Leningrad. La situation était inquiétante pour nous. Une partie des forces qui tenait la rive de Louga était coupée des forces principales. Une autre partie subissait des lourdes pertes et reculait vers Leningrad. Les réserves des arrières profonds n'étaient pas encore arrivées. Les fascistes (nom commun que les Russes donnaient aux forces de Hitler) étaient en offensive avec d'énormes groupes de chars, essayant de raser nos troupes et prendre Krasnogvardeysk. On utilisait des embuscades de chars lourds, comptant sur la puissance des KV. »

— V.I. Baranov, l'ancien commandant de la 1re division de chars
Le 19 août 1941, après des combats lourds près de Moloskovitsi, Kolobanov arrive au 1er bataillon du premier corps de la première division de chars qui vient de recevoir de nouveaux chars KV-1 accompagné d'équipes en provenance directe de Leningrad. Le commandant Kolobanov est convoqué par le chef de division générale Baranov qui lui confie en personne de couvrir trois routes menant à Krasnogvardeïsk, une petite ville à 20 km de Leningrad. 
Le même jour, la brigade de Kolobanov composée de cinq chars KV-1 se dirige vers l'ennemi. Comme il est primordial de ne pas laisser passer les Allemands, chaque char reçoit le double de munitions anti-blindage. En ayant analysé les possibilités d'arrivée des forces allemandes, Kolobanov envoie deux chars sur la route de Louga, deux sur la route de Kinguissepp et s'occupe lui-même de la route de Primorsk. L'endroit de l'embuscade est choisi de façon à couvrir deux directions alors la caponnière est aménagée à 300 mètres d'un carrefour en forme de T de façon à attaquer de front les chars arrivant par le trajet numéro 1.
Le lendemain, 20 août 1941, dans l'après-midi, les équipages du lieutenant Anatoly Evdokimenko et du sous-lieutenant Degtiar rencontrent les premiers la colonne ennemie sur la route de Louga. Ils détruisent cinq chars et trois véhicules blindés. Vers 14 h, après une brève opération de reconnaissance aérienne sans succès, ils interceptent deux motos allemandes que l'équipage de Kolobanov avait laissé passer, en attendant les forces principales de l'ennemi. 
Dans la colonne, il y avait des chars légers (probablement, Pz.Kpfw.35(t)). Au moment où le premier char atteint le niveau du repère 1, Kolobanov ordonne d'ouvrir le feu : les trois chars allemand de tête prennent feu. Le tireur Ousov ouvre ensuite le feu sur les chars en queue de la colonne, empêchant les Allemands de se retirer, puis sur le centre de la colonne. Sur la route, les Allemands paniquent : des véhicules continuent d'avancer, rentrant dans les autres chars, d'autres calent sur les bords de la route et dans le marais. Dans les chars en feu, les munitions commencent à détoner. Manifestement, les équipes qui ont tenté de riposter ont été peu nombreuses. 
En trente minutes de combat, Kolobanov et son équipage détruisent les 22 chars de la colonne en utilisant 98 unités de munitions. Baranov ordonne à l'équipage d'attendre la deuxième attaque. Les chars de support Pz Kpfw IV se mettent à tirer sur les KV-1 de loin pour attirer l'attention sur eux et empêcher de tirer sur les autres chars et l'infanterie, qui se pressaient vers Uchhoz. 
Kolobanov ne détruit aucun char ennemi tandis que les Allemands sont juste parvenus à détruire des appareils d'observation et bloquer une tourelle d'un KV-1. Kolobanov est contraint d'ordonner à son équipage de sortir le véhicule de la caponnière et de faire pivoter l'engin afin d'atteindre les canons anti-char qui se sont rapprochés dangereusement durant le combat. 
Malgré tout, l'équipe de Kolobanov accomplit sa mission en empêchant les PzIV de prêter main-forte à l'attaque des corps armés, détruits peu après par un groupe de KV-1 posté plus loin. Après le combat, plus d'une centaine de traces d'obus ont été recensées sur le char de Kolobanov. 
Le 8 septembre 2006, une statue est érigée en son honneur à Minsk.

## Décorations
- médaille pour la Défense de Léningrad
- ordre de l'Étoile rouge
- ordre de la Guerre patriotique
- ordre du Drapeau rouge